# We Are One (Ole Ola)
We Are One (Ole Ola) is een nummer van de Cubaans-Amerikaanse rapper Pitbull uit 2014, in samenwerking met de Amerikaanse zangeres Jennifer Lopez en de Braziliaanse zangeres Claudia Leitte. Het was het officiële themanummer voor het WK 2014 in Brazilië. Tevens verscheen het op het bijbehorende album One Love, One Rhythm.
Tijdens de openingsceremonie van het WK op 12 juni 2014 brachten Pitbull, Lopez en Leitte het nummer live ten gehore. Op het nummer kwam nogal wat kritiek van Brazilianen die vonden dat er te weinig 'Braziliaans gevoel' in zou zitten. Desondanks werd het nummer in veel landen een grote hit, voornamelijk in Europese landen. Hoewel het in de Amerikaanse Billboard Hot 100 een bescheiden 59e positie behaalde, wist het in de Nederlandse Top 40 de 9e positie te bereiken, en in de Vlaamse Ultratop 50 de 2e.